# Paula Reinisch
Paula Katharina Reinisch (* 7. Oktober 1998 in Erfurt) ist eine deutsche Volleyballspielerin.

## Karriere
Reinisch begann ihre Karriere 2014 bei Schwarz-Weiss Erfurt. Mit der Mannschaft spielte sie zunächst zwei Jahre lang in der Zweiten Liga Süd, bis 2016 dem Verein 2016 der Aufstieg in die erste Bundesliga gelang. Die universell einsetzbare Angreiferin gehört seitdem zum erweiterten Kader des Teams und spielt parallel in der Regionalliga-Mannschaft des Vereins.